# ورزشگاه تامپره
ورزشگاه تامپره (فنلاندی: Tampereen stadion) یک ورزشگاه فوتبال در شهر تامپره، فنلاند است.
ورزشگاه فعلی در سال ۱۹۶۵ تأسیس شده اما پیش از آن ورزشگاه کوچک‌تری با نام راتینا وجود داشته که یکی از ورزشگاه‌های میزبان مسابقات فوتبال بازی‌های المپیک تابستانی ۱۹۵۲ بوده‌است.